# 29. херцеговачка дивизија НОВЈ
Двадесетдевета херцеговачка ударна дивизија формирана је наређењем Врховног штаба НОВ и ПОЈ од 16. новембра 1943. године на предлог штаба Другог ударног корпуса. Бригада је настала развојем из Десете херцеговачке ударне бригаде, и при формирању је имала три бригаде и око 2.000 бораца.
Крајем септембра 1943. Десета херцеговачка бригада је нарасла на 10 ударних батаљона и око 1.650 бораца, па је преформирана у три групе ударних батаљона.
3. октобра 1943. године у Брезовим Долинама у Љубомиру формирана је 1. група ударних батаљона. У њен састав су ушли: 2. (Требињски — привремено), 3. (Далматински), 7. (Билећки) и 8. (Љубомирски) батаљон.
3. октобра у селу Ублима код Билеће оформљена је Друга група ударних батаљона. У састав ове групе ушли су 4. (Билећки), 6. (Поповопољски), и 9. (Невесињски) батаљон.
25. октобра 1943. године под планином Ситницом образована је и Трећа група ударних батаљона. У њу су укључени 2. (Требињски), 5. (Ливањски) и 10. (Чапљинско-столачки) батаљон.
17. октобра из Бањана упућен је од стране штаба Десете херцеговачке бригаде, предлог штабу Другог ударног корпуса и тражена сагласност Врховног команданта да се озваничи прерастање 10. бригаде у дивизију, што је коначно учињено наредбом Врховног штаба од 16. новембра. 20. новембра 1943. у Гацком се састао комплетан штаб дивизије и почео да функционише.
Наредбом Врховног штаба за команданта дивизије постављен је потпуковник Владо Шегрт, дотадашњи заменик команданта Треће ударне дивизије. За политичког комесара именован је Драгиша Ивановић, дотадашњи политички комесар 5. црногорске бригаде, а за начелника штаба Раде Хамовић, дотадашњи командант Десете херцеговчке бригаде.
Наредбом су дотадашње групе ударних батаљона преименоване у бригаде, а у састав 29. дивизије ушле су:
- 10. херцеговачка бригада;
- 2. херцеговачка бригада,
- 3. херцеговачка бригада.

Додатном наредбом од 18. децембра 1943. дивизији је додељена нумерација, те од тада носи назив 29. ударна дивизија НОВЈ. 13. јануара 1944. бригадама је промењена нумерација: Друга херцеговачка преименована је у Једанаесту, а Трећа у Дванаесту.
14. јуна 1944. у састав дивизије ушла је 13, а 16. октобра 1944. и 14. херцеговачка бригада. Штаб дивизије командовао је такође одредима и самосталним батаљонима на територији Херцеговине, а 27. фебруара 1945. дивизија је добила и артиљеријску бригаду.
Од формирања 29. ударна дивизија формацијски је припадала Другом ударном корпусу. Све до јануара 1945. ратовала је против јединица немачког 5. СС корпуса, чије су јединице биле задужене за источну Босну, Херцеговину и јужну Далмацију. Херцеговину је до пролећа 1944. покривала 7. СС дивизија, која је затим смењена од 369. легионарске. У акцијама су ангажовани и делови 118. ловачке дивизије из јужне Далмације.
Под непосредном тактичком командом 5. СС корпуса биле су и 6. пешадијска дивизија НДХ са штабом у Мостару, и 9. усташки здруг, чији је штаб био такође у Мостару На терену су се налазиле бројне јединице усташко-домобранске милиције и формације ЈВуО.
За Мостарску операцију потчињена је штабу 8. корпуса, а за Сарајевску операцију непосредно штабу Друге армије.
Од средине априла дивизија је потчињена штабу 4. армије ради садејства у Тршћанској операцији. Делом снага, дивизија је 8. маја заједно са јединицама Седмог словеначког корпуса ослободила Љубљану.

## Командни састав дивизије
- Командант дивизије:
  - Владо Шегрт — од формирања дивизије до краја рата

- Политички комесари дивизије:
  - Драгиша Ивановић — од формирања дивизије до августа 1944.
  - Војо Ковачевић — од августа до новембра 1944.
  - Вукашин Мићуновић — од новембра 1944. до краја рата

- Начелници Штаба дивизије:
  - Раде Хамовић — од формирања дивизије до јула 1944.
  - Драго Ђукановић — од јула 1944. до краја рата

- Заменици команданта дивизије:
  - Петар Комненић — од маја до новембра 1944.
  - Никола Видачић — од новембра 1944. до краја рата

- Заменици политичког комесара дивизије:
  - Ацо Бабић — од децембра 1944. до марта 1945.
  - Драго Вуковић — од марта 1945. до краја рата